# Acanthemblemaria atrata
Acanthemblemaria atrata е вид лъчеперка от семейство Chaenopsidae. Видът е световно застрашен, със статут Уязвим.

## Разпространение
Разпространен е в Коста Рика.